# Springerville
Springerville város az USA Arizona államában, Apache megyében. Lakosainak száma 1717 fő (2020. április 1.).

## Népesség
A település népességének változása:
| Lakosok száma | 364  | 1961 | 1717 |
|               | 1880 | 2010 | 2020 |